# ایستگاه برق آبی کره
ایستگاه برق آبی کره (به لاتین: Kvænangsbotn Hydroelectric Power Station) یک نیروگاه برقابی در نروژ است که در Kvænangen واقع شده‌است.